# École nationale supérieure en génie des technologies industrielles
 (juillet 2022).
La mise en forme du texte ne suit pas les recommandations de Wikipédia : il faut le « wikifier ».
Les points d'amélioration suivants sont les cas les plus fréquents. Le détail des points à revoir est peut-être précisé sur la page de discussion.
- Les titres sont pré-formatés par le logiciel. Ils ne sont ni en capitales, ni en gras.
- Le texte ne doit pas être écrit en capitales (les noms de famille non plus), ni en gras, ni en italique, ni en « petit »…
- Le gras n'est utilisé que pour surligner le titre de l'article dans l'introduction, une seule fois.
- L'italique est rarement utilisé : mots en langue étrangère, titres d'œuvres, noms de bateaux, etc.
- Les citations ne sont pas en italique mais en corps de texte normal. Elles sont entourées par des guillemets français : « et ».
- Les listes à puces sont à éviter, des paragraphes rédigés étant largement préférés. Les tableaux sont à réserver à la présentation de données structurées (résultats, etc.).
- Les appels de note de bas de page (petits chiffres en exposant, introduits par l'outil «  Source ») sont à placer entre la fin de phrase et le point final[comme ça].
- Les liens internes (vers d'autres articles de Wikipédia) sont à choisir avec parcimonie. Créez des liens vers des articles approfondissant le sujet. Les termes génériques sans rapport avec le sujet sont à éviter, ainsi que les répétitions de liens vers un même terme.
- Les liens externes sont à placer uniquement dans une section « Liens externes », à la fin de l'article. Ces liens sont à choisir avec parcimonie suivant les règles définies. Si un lien sert de source à l'article, son insertion dans le texte est à faire par les notes de bas de page.
- La présentation des références doit suivre les conventions bibliographiques. Il est recommandé d'utiliser les modèles {{Ouvrage}}, {{Chapitre}}, {{Article}}, {{Lien web}} et/ou {{Bibliographie}}. Le mode d'édition visuel peut mettre en forme automatiquement les références.
- Insérer une infobox (cadre d'informations à droite) n'est pas obligatoire pour parachever la mise en page.

Pour une aide détaillée, merci de consulter Aide:Wikification.
Si vous pensez que ces points ont été résolus, vous pouvez retirer ce bandeau et améliorer la mise en forme d'un autre article.
 (octobre 2015).
Si vous disposez d'ouvrages ou d'articles de référence ou si vous connaissez des sites web de qualité traitant du thème abordé ici, merci de compléter l'article en donnant les références utiles à sa vérifiabilité et en les liant à la section « Notes et références ».
L’École nationale supérieure en génie des technologies industrielles (ENSGTI) est l'une des 204 écoles d'ingénieurs françaises accréditées au 1er septembre 2020 à délivrer un diplôme d'ingénieur.
Située à Pau, elle a été créée en 1991 sous le nom « École supérieure d’ingénieurs en génie des technologies industrielles » (ESIGTI), elle est aujourd’hui rattachée à l’Université de Pau et des Pays de l'Adour (UPPA).

## Présentation générale
Située sur le campus, l’école est à proximité de la technopole Hélioparc. Elle fait également partie de la Fédération Gay-Lussac, regroupant les écoles françaises de chimie et de génie chimique et de la Conférence des grandes écoles.
L'ENSGTI possède une situation géographique privilégiée avec les Pyrénées et l'Atlantique à proximité. Ces terrains sont largement exploités par les élèves grâce aux activités proposées par les différents bureaux et associations de l'école.

## Formation
L’école délivre un diplôme d’ingénieur après une formation en trois ans. Les élèves y sont admis principalement à la suite du Concours Commun INP. On peut également y rentrer après le cycle préparatoire de la fédération Gay-Lussac, le cycle préparatoire de Bordeaux, ou encore l’admission sur titres directement en deuxième année. Chaque promotion compte de 60 à 80 élèves.
Après un semestre de tronc commun, les élèves peuvent choisir entre la spécialité Génie des Procédés et la spécialité Énergétique. En deuxième année, le volume des enseignements de spécialisation augmente progressivement. Puis en troisième année, chaque spécialité permet d'accéder à deux nouvelles voies préférentielles :

### Génie des procédés
- CPAO (conception assistée par ordinateur)
- Procédès pour l’environnement (PE)

### Énergétique
- Transition Énergétique et Développement Durable dans l'Industrie (TEDDI)
- Smart Building (SB)

### Stages
Les enseignements théoriques s'accompagnent d'une importante formation pratique à tous les niveaux :
- stage ouvrier (fin de première année, 1 mois) : découverte de l’entreprise ;
- stage ingénieur (fin de deuxième année, 4 mois) : mise en œuvre des compétences dans un environnement professionnel, dans le cadre d’une mission d’ingénieur;
- stage de spécialité (fin de troisième année, 5 mois) : approfondissement de ses compétences en cohérence avec son projet professionnel.

L’ENSGTI propose également un diplôme en génie électrique et informatique industrielle (GEII), sous statut d'apprenti (alternance sur les trois années du cursus).

## Relations internationales

### Une politique d'ouverture volontariste
L'ENSGTI a pleinement conscience qu'au-delà de ses compétences techniques, un ingénieur doit aujourd'hui être capable d'évoluer dans un environnement international et multiculturel.
Lors de leurs deux premières années de formation, les élèves de l'ENSGTI ont ainsi l'opportunité de côtoyer les étudiants étrangers accueillis dans le cadre d'échanges académiques. Discuter avec ces étudiants internationaux sur leurs motivations et sur leurs propres expériences socio-culturelles en rejoignant la France, puis s'assurer de leur pleine intégration constitue une première ouverture pour les élèves. De plus, l'école encourage fortement ses étudiants à effectuer une mobilité à l'international en troisième année. Celle-ci peut se faire sous différentes formes mais n'est cependant pas obligatoire :
- stages industriels ou en laboratoire ;
- mobilité académique de un ou deux semestres dans une université partenaire.

Les mobilités s'effectuent dans le cadre de programmes très variés tels que : SOCRATES-ERASMUS, N+I, CREPUQ, etc.
L’ENSGTI pratique donc une politique volontariste d’ouverture vers l’étranger. L'école possède des accords de mobilité avec plus d'une trentaine d’universités européennes et mondiales (liste disponible ci-dessous).

### Universités partenaires

#### Europe
Allemagne :
- Brandenburg University of Technology Cottbus
- Technische Universität Berlin
- Universität Karlsruhe

Belgique :
- Karel de Grote-Hogeschool (Anvers)

Bulgarie :
- University of Chemical Technology and Metallurgy (Sofia)

Danemark :
- Université technique du Danemark (Danmarks Tekniske Universitet) (Lyngby)

Espagne :
- Université Alphonse X le Sage (Madrid)
- Université de Barcelone
- Université de Cadix
- Université complutense de Madrid
- Université d'Oviedo
- Universidad Rey Juan Carlos (Madrid)
- Université de Saint-Jacques-de-Compostelle
- Université de Saragosse

Hongrie :
- Université polytechnique et économique de Budapest

Italie :
- Universita degli Studi di Roma, La Sapienza

Norvège :
- Norwegian University of Science and Technology (Trondheim)

Portugal :
- Universidade do Porto

Royaume-Uni :
- Imperial College London
- University College London

Slovénie :
- University of Maribor

Suède :
- Chalmers University of Technology (Goteborg)
- Royal Institute of Technology (Stockholm)

Turquie :
- Ankara University
- Ege University (Izmir)

#### Hors Europe
Argentine :
- Universidad Nacional de Salta

Australie :
- University of Wollongong

Brésil :
- Universidade de São Paulo - Escola Politécnica da USP
- Universidade Federal do Rio Grande do Norte (Natal)

Canada :
- Universités canadiennes (Accord Crepuq)

Colombie :
- Universidad de los Andes (Bogota)

Venezuela :
- Universidad de los Andes (Merida)

### Masters internationaux
L'école propose un master international : “SIMOS“ : SIMulation and Optimization of energy Systems, enseigné à 70% en anglais.
Elle donne la possibilité aux élèves qui le souhaitent de suivre une formation de Master en Administration des Entreprises de l’IAE Pau Bayonne, et d'obtenir ainsi un double diplôme.